# آلبرت پلا
آلبرت پلا (اسپانیایی: Albert Pla‎؛ ۲۲ سپتامبر ۱۹۶۶) خواننده و موسیقی‌دان اهل اسپانیا است.
او که به خاطر اشعار گستاخانه و شخصیت هنجارشکنش شناخته می‌شود، هم به زبان کاتالان و هم به زبان اسپانیایی اجرا می‌کند و در سال ۲۰۱۳ میلادی اظهار داشت که «...من همیشه شرمم می‌آید که بگویم اسپانیایی هستم» و منظورش از این حرف، اشاره به موضوعِ جدایی‌طلبی کاتالونیا از اسپانیا بود. دو هفته پس از این اظهارنظر جنجالی، کنسرتش در شهر خیخن لغو شد.